# Тешани
Тешани (на чешки: Těšany) е село в окръг Бърно-район на Южноморавския край на Чехия. Населението му е около 1220 души (2016).

## История
Селото се споменава за първи път в 1131 г., но археологически находки от близките селища свидетелстват за човешка дейност преди това. От 1666 г. селото е собственост на бърненските доминиканци. Те построяват в края на 17 век едноетажен замък като своя лятна резиденция в правоъгълна форма. Той принадлежи на доминиканския орден до разпускането му през 1784 г.